# Sama (singel)
Sama – drugi singel Justyny Steczkowskiej, nagrany i wydany w 1995 nakładem wytwórni Pomaton EMI, promujący album kompilacyjny pt. Złota kolekcja: Moja intymność z 2003. Autorami piosenki są Mateusz Pospieszalski i Wojciech Waglewski.
Utwór reprezentował Polskę w finale 40. Konkursu Piosenki Eurowizji w 1995.
Do piosenki powstał czarno-biały teledysk, który nakręcono w 1995 w jednym z warszawskich wieżowców.

## Notowania
| Lista | Pozycja |
| ----- | ------- |
| LP3   | 2       |
| SLiP  | 2       |